# Marcello Veneziale
Marcello Veneziale (Napoli, 20 aprile 1941) è un magistrato e politico italiano, Presidente della Regione Molise dal 1995 al 1998 e dal 1999 al 2000.

## Biografia
Laureato in giurisprudenza, è stato giudice del Tribunale di Como e successivamente giudice istruttore presso il Tribunale di Roma. Nel 1982 è stato chiamato all'Ufficio legislativo del Ministero delle finanze, dove si è occupato soprattutto di evasione fiscale e di riciclaggio di denaro sporco. Nel suo curriculum compare anche la presidenza del Secít (Servizio centrale degli ispettori tributari).

### Attività politica
Inizia la propria attività politica con il Partito Socialista Italiano, nelle cui file è candidato alla Camera dei Deputati alle elezioni politiche del 1983 nella circoscrizione Campobasso-Isernia, ottenendo 4.699 preferenze e non risultando eletto.
Nel 1993 fu eletto sindaco di Isernia all'interno di una coalizione di centrosinistra; in vista delle elezioni regionali del 1995, tuttavia, rassegnò le dimissioni per candidarsi alla carica di presidente della regione, in rappresentanza de L'Ulivo. Una volta eletto con il 50,46% dei voti contro il 49,545 di Quintino Vincenzo Pallante del centrodestra, dovette affrontare due crisi all'interno della maggioranza che, seppur ricucite, gli impedirono di ricandidarsi alle elezioni regionali del 2000. Non riuscì ad essere eletto al Senato della Repubblica alle elezioni politiche del 2001, alle quali fu candidato da L'Ulivo nel collegio di Isernia, dove però il suo 35,06% di consensi non fu sufficiente a superare Alfredo D'Ambrosio della Casa delle Libertà (42,00%).
Alle elezioni amministrative del 2007 si candida a sindaco di Isernia: vince le primarie cittadine organizzate dall'Unione, ma il 27 maggio ottiene solo il 18,36% dei suffragi e viene sconfitto nettamente dal candidato della Casa delle Libertà Gabriele Melogli (69,10%), rimarrà comunque consigliere comunale fino al 2012.